# Гражданская война в Гватемале
Гражданская война в Гватемале (1960—1996; исп. Guerra civil de Guatemala) — серия вооружённых конфликтов в республике Гватемала во второй половине XX века. Не имеет чётких временных границ, распадается на несколько периодов, общей продолжительностью около 36 лет.

## Предшествующие события
К дестабилизации обстановки в стране в 1954 г. привел осуществленный при поддержке США государственный переворот, в результате которого президент Гватемалы Хакобо Арбенс был смещён.

## История

### 1960-е
13 ноября 1960 года имела место попытка государственного переворота. Восстание началось в центральных армейских казармах. Повстанцам удалось захватить военную базу в приморском департаменте Сакапа и бо́льшую часть Восточного военного округа, но уже через два дня с помощью правительственных танковых частей и ВВС бунт был подавлен. Тем не менее, значительная часть офицеров-активистов сумела покинуть страну и затем начать партизанское движение (Алехандро де Леон, Марко Антонио Йон Соса, Луис Турсиос Лима, Луис Трехо Эскивель, Висенте Лоарка и др.), объединившись с другими оппозиционными группами (включая коммунистическую партию) и став во главе формирующихся партизанско-повстанческих сил.
В начале февраля 1962 года возник первый очаг партизанского движения в восточной части страны, в начале марта — второй очаг (в центральной части страны).
Руководство повстанческой армии установило отношения с правительством Кубы и Сандинистским фронтом национального освобождения. В 1970-х гг. к борьбе с режимом присоединилось большое число активистов из числа индейцев-майя, и вскоре деревни майя стали объектом карательных военных операций.
Конфликт принял не только социально-экономическую, но и этническую плоскость, поскольку землевладельцы европейского происхождения и близкие им метисы-ладино воспользовались всеобщим беспорядком и начали проводить насильственную экспроприацию земель коренного населения и геноцид индейцев.

### 1980-е
К началу 1980 года на территории страны действовали четыре фронта повстанческих сил:
- северный фронт «капитан Андроклес Эрнандес» (департамент Петен);
- южный фронт «капитан Сантос Саласар» (департаменты Эскуинтла, Санта-Роса, Реталулеу и Сучитепекес);
- центральный фронт (столица и её окрестности);
- западный фронт (департамент Чимальтенанго)

7 февраля 1982 года в результате объединения четырёх повстанческих организаций был создан блок Гватемальское национальное революционное единство (ГНРЕ).
1 июля 1982 года генерал Эфраин Риос Монтт ввел в стране осадное положение, в своём выступлении по национальному телевидении он заявил, что «отныне каждый, захваченный с оружием в руках, будет расстрелян».
Для борьбы с повстанцами командование гватемальской армии проводило политику «выжженной земли» в горных районах страны. Около миллиона человек были объединены в Патрули гражданской самообороны — сельские контрповстанческие формирования, официально наделённые правом применения оружия против партизан, задержаний и допросов. Эти структуры стали проводниками армейского контроля и правительственного влияния в деревнях. Профсоюзы и политическая оппозиция были уничтожены, многие их активисты стали жертвами политических убийств и «исчезновений» или бежали из страны.

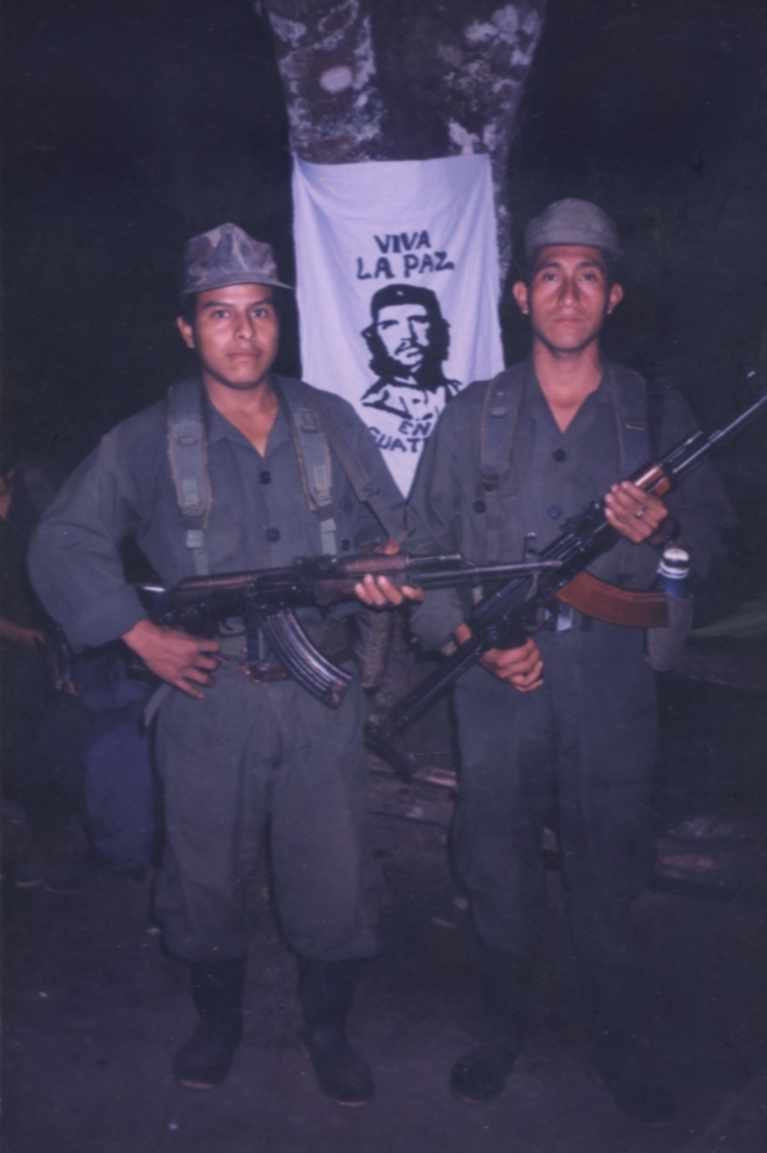
Повстанцы Организации вооружённого народа

В 1984 г. военная хунта созвала Национальную ассамблею, которая приняла новую конституцию. В результате выборов 1985 г. президентом страны стал Винисио Сересо Аревало, представитель правоцентристской Христианско-демократической партии.
В 1987 г. президенты центральноамериканских государств собрались в гватемальском городе Эскипуласе, где был принят региональный план политического примирения, предложенный президентом Коста-Рики Оскаром Ариасом, и было подписано соглашение, которое провозглашало принцип демократии в качестве обязательной предпосылки урегулирования конфликтов.
Первоначально реализация этого соглашения в Гватемале столкнулось с трудностями, поскольку и ГНРЕ, и армия требовали друг от друга выполнения ряда предварительных условий до начала переговоров. Ведущую роль в формировании общественного мнения в поддержку как национального диалога, так и «гуманизации войны» сыграла Католическая церковь. Сформированная правительством, отчасти по настоянию церковных властей, Комиссия национального примирения (КНП) инициировала в 1989 г. переговоры, получившие название «Великий общенациональный диалог». На следующий год КНП провела в Норвегии переговоры с ГНРЕ под эгидой Всемирной лютеранской федерации.

### 1990-е
В марте 1990 года были подписаны «Соглашения Осло», обязывавшие стороны искать политическое решение конфликта. В 1991 году начались переговоры ГНРЕ с правительством, проходившие первоначально при посредничестве епископа Гватемалы, а затем — при посредничестве ООН.
По состоянию на середину 1990 года повстанцы активно действовали в окрестностях столицы и в 14 из 22 провинций страны, а в ряде районов ими были созданы административные органы.
В середине 1994 года министр обороны Марио Энрикес открыто признал, что после 30 лет военного конфликта военная победа над повстанцами «Гватемальского национального революционного единства» является невозможной («хотя их численность не превышает 900 человек») и выступил за мирные переговоры.
К концу 1996 г. стороны заключили шесть существенных и пять рабочих соглашений. В них были намечены шаги по прекращению военного конфликта и даны гарантии реформ, направленных на решение некоторых социальных и структурных вопросов, сгруппированных по темам: права человека, комиссия по установлению фактов, возвращение беженцев и вынужденных переселенцев, статус и права коренных народов, социально-экономические и сельскохозяйственные вопросы, укрепление гражданской власти и роль вооружённых сил, реформа Конституции и избирательной системы.
В декабре 1996 года представители правительства и командование партизан подписали «Договор о прочном и длительном мире», положивший конец гражданской войне.

## Жертвы войны
В июле 1982 года генерал Монтт в интервью агентству «Рейтерс» сказал, что «за последние десять лет в Гватемале исчезли 150 тысяч человек».

Комиссия по выяснению исторических данных («Comisión para el Esclarecimiento Histórico») подсчитала, что 93% насилия в конфликте было совершено правительственными силами и 3% - партизанами.